# Paul Wallot

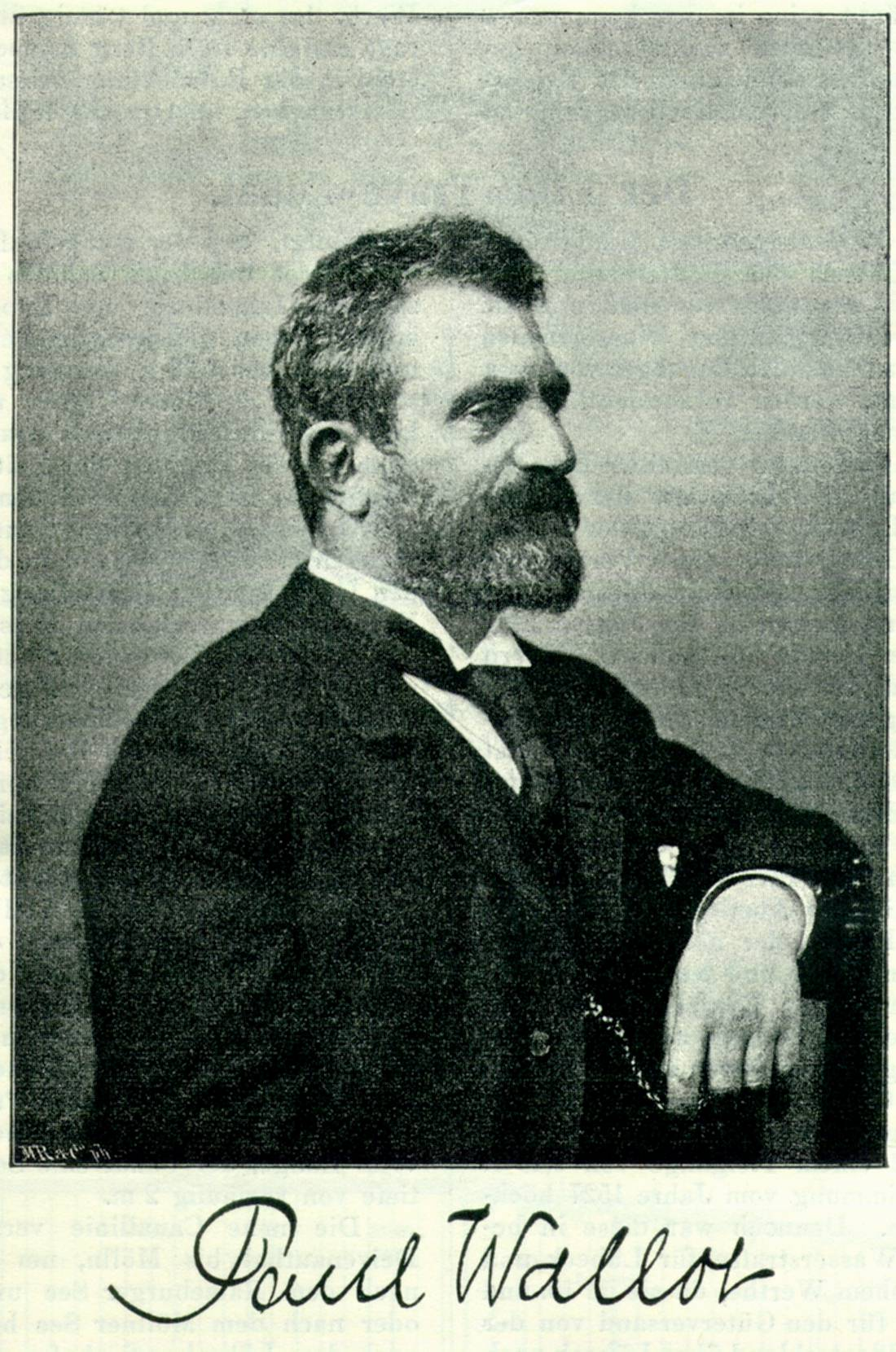
Porträt Wallots mit Unterschrift

Johann Paul Wallot (* 26. Juni 1841 in Oppenheim; † 10. August 1912 in Langenschwalbach) war ein deutscher Architekt und Hochschullehrer. Er ist vor allem für den Entwurf des zwischen 1884 und 1894 entstandenen Reichstagsgebäudes in Berlin bekannt.

## Leben

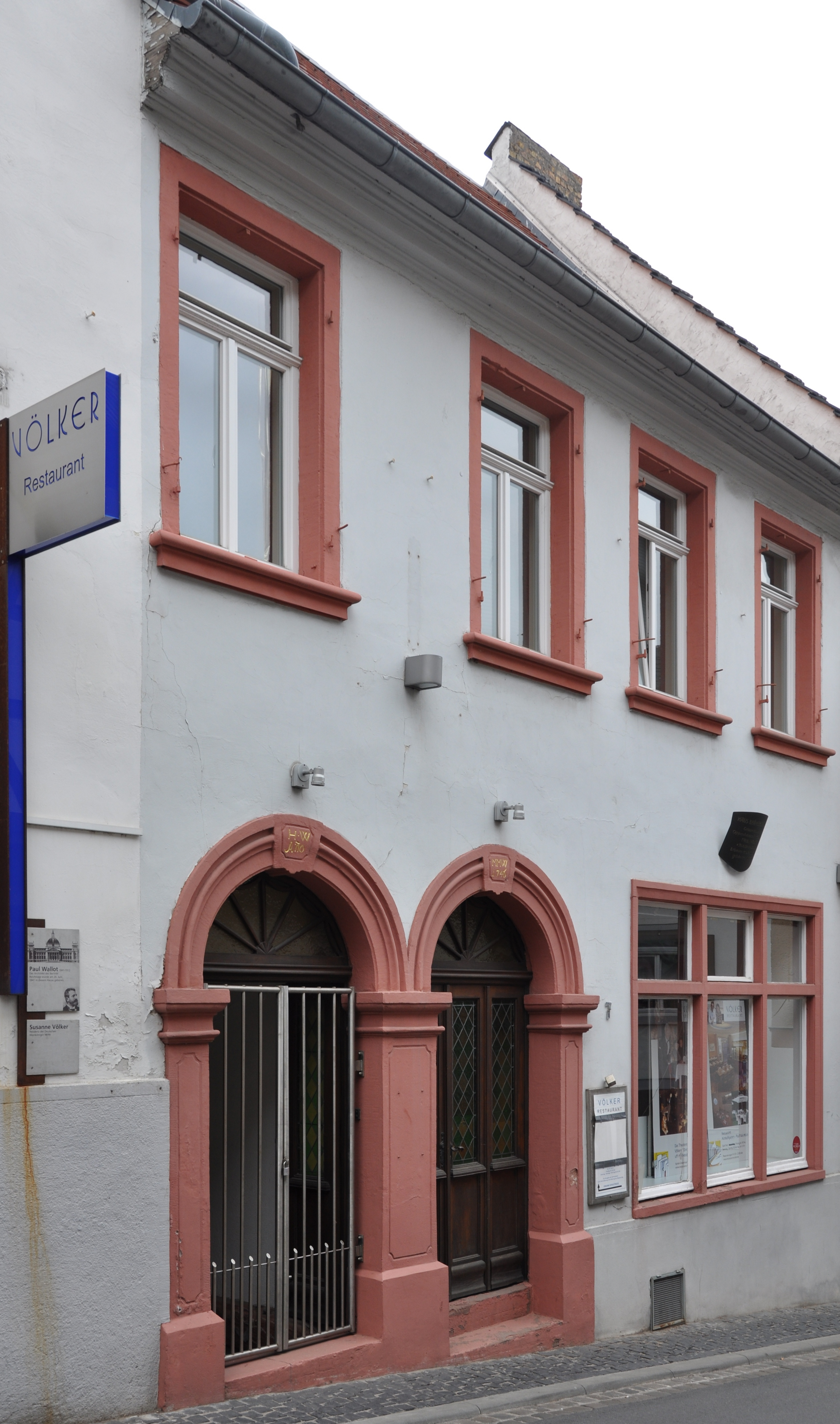
Wallots Geburtshaus in Oppenheim (Krämerstraße 7)

Als Nachfahre der hugenottischen Familie Vallot, welche mutmaßlich ihren Ursprung in Südfrankreich hat, wurde Paul Wallot am 26. Juni 1841 im Haus Krämerstraße 7 in Oppenheim geboren. In den Jahren 1856 bis 1859 besuchte er die Höhere Gewerbeschule Darmstadt. Anschließend studierte er für ein Jahr an der Polytechnischen Schule Hannover bei Conrad Wilhelm Hase und wechselte 1861 an die Berliner Bauakademie. Sein Studium schloss er an der Ludwigs-Universität Gießen bei Hugo von Ritgen ab.
Anschließend an sein Studium arbeitete Wallot für ein Jahr als Bauakzessist in Hessen. Zwischen den Jahren 1864 und 1868 wirkte er wieder in Berlin bei den Architekten Heinrich Strack, Richard Lucae und Friedrich Hitzig. Aber auch im gemeinsamen Atelier der Architekten Martin Gropius und Heino Schmieden konnte Wallot hospitieren.
In den Jahren 1867 bis 1868 unternahm Wallot ausgedehnte Studienreisen durch Italien und Großbritannien. Noch im Jahr seiner Rückkehr ließ er sich in Frankfurt am Main als selbstständiger Architekt nieder. Dort zeichnete er für verschiedene Privat- und Geschäftshäuser verantwortlich und wurde Mitglied der Freimaurerloge Sokrates zur Standhaftigkeit. In Frankfurt arbeitete er auch mit den Architekten Heinrich Burnitz und Alfred Friedrich Bluntschli zusammen.
Im Jahr 1872 unternahm Wallot eine zweite Studienreise nach Italien, bei der er sich speziell für Werke der Architekten Andrea Palladio und Michele Sanmicheli interessierte. Nach der Rückkehr von dieser Reise nahm er an verschiedenen Architekturwettbewerben teil, zum Beispiel 1883 für das Niederwalddenkmal und 1880 für den Frankfurter Hauptbahnhof. Seine Pläne kamen aber nicht zur Ausführung.

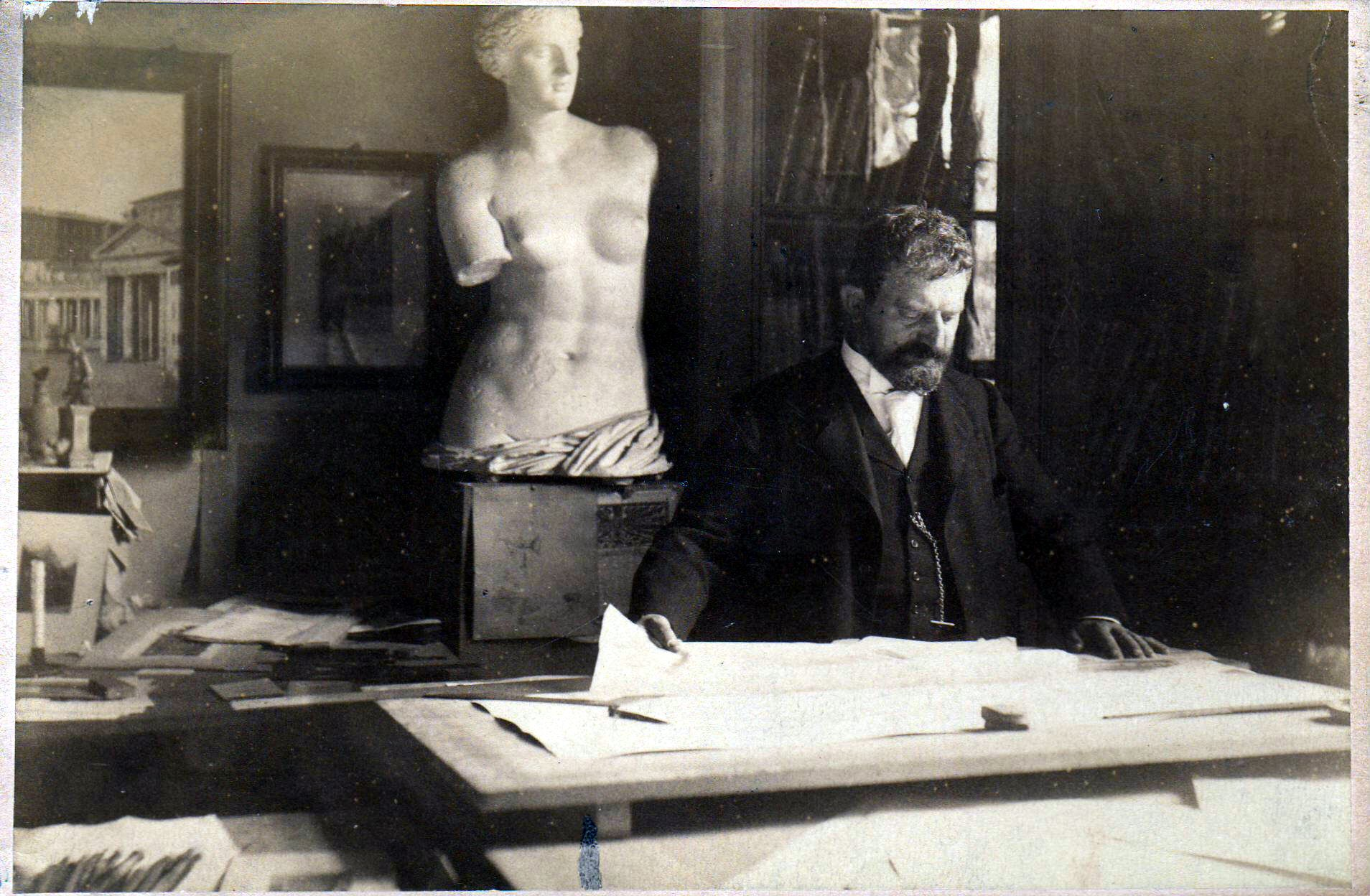
Wallot in seinem Atelier

Wallot schaffte seinen Durchbruch erst, als er 1882 aus dem zweiten Wettbewerb um das Reichstagsgebäude in Berlin als Sieger hervorging. Mit seinem Kollegen Friedrich von Thiersch teilte sich Wallot den 1. Preis, aber sein Entwurf wurde fast einstimmig vom Preisgericht zur Ausführung gewählt. 1883 ließ sich Wallot in Berlin nieder, um den Bau besser überwachen zu können. Am 9. Juni 1884 wurde die Grundsteinlegung gefeiert, und gut zehn Jahre später, am 5. Dezember 1894 wurde ebenso feierlich der Schlussstein gesetzt.
Die verglaste Eisenkuppel über einem offiziellen Bau wie dem Reichstagsgebäude war erstaunlich und kann mit Blick auf die weiteren Entwicklungen in der Architektur als fortschrittlich bezeichnet werden. Dennoch war der Bau während seiner gesamten Bauzeit höchst umstritten. Mit ursprünglich 67 Metern Höhe war die Kuppel höher als diejenige des Berliner Stadtschlosses. In der Baukommission für den Reichstag saßen Konkurrenten, die ihm im Wettbewerb unterlegen waren. Der Architekturlaie Kaiser Wilhelm II. sprach abfällig unter anderem vom Reichsaffenhaus, was sich jedoch auch auf die demokratische Rechtsform des Parlamentarismus bezog. Eine Schlüsselszene im Zerwürfnis von Wallot und Wilhelm II. war ein Ateliersbesuch von Wilhelm, bei dem dieser zu einem Stift griff, einen Grundriss mit Strichen bearbeitete und dann dem achtzehn Jahre älteren Wallot beschied: „Mein Sohn, das machen wir so.“ Wallot erwiderte daraufhin: „Majestät, das geht nicht!“ Darüber hinaus setzte die Baukommission mehrere gravierende Änderungen des Gebäudes durch, da nicht nur die Wünsche der preußischen Regierung, sondern vor allem die der deutschen Kaiser Wilhelm I., Friedrich III. und Wilhelm II. in die Tat umgesetzt werden mussten.
Im Jahr 1889 hatte sich Wallot bereits Gedanken über die Innenausstattung gemacht und dazu den Maler Franz von Stuck (zwei monumentale Deckengemälde) und den Bildhauer Adolf von Hildebrand (zwei Wahlurnen) unter Vertrag genommen. Als am 1. März 1899 die Entwürfe im Reichstag vorgestellt wurden und darüber abgestimmt werden sollte, kam es zu tumultartigen Szenen. Wortführer der Kritiker war der Abgeordnete Philipp Ernst Maria Lieber der Zentrumspartei aus Bad Camberg. Die Ablehnung war so groß, dass Wallot noch am selben Tag sein Amt als Leiter der Ausschmückungskommission abgab. Daraufhin wurde Lieber nachrückend in diese Kommission aufgenommen. Die Entwürfe der Gemälde und der Urnen blieben bis heute verschwunden.
Vermutlich seit Wallot 1889 einen Änderungswunsch Kaiser Wilhelm II. abgelehnt hatte, war die Beziehung zwischen beiden gestört. Der Kaiser verweigerte dem Architekten, trotz anderslautender Empfehlungen, mehrere Auszeichnungen. Wallot erhielt statt der großen Goldmedaille der Großen Berliner Kunstausstellung 1894 nur die kleine Goldmedaille, nicht mit dem Roten Adlerorden, sondern nur mit dem Titel Geheimer Baurat wurde er 1894 für seine Verdienste um den Reichstag ausgezeichnet.
Gleichzeitig übernahm er Lehraufträge an der Dresdner Kunstakademie und an der Technischen Hochschule Dresden, die er bis 1911 innehatte. In Dresden wurde ihm auch der Neubau des Sächsischen Ständehauses an der Brühlschen Terrasse übertragen. Oswin Hempel, Karl Paul Andrae, Wilhelm Kreis und Wilhelm Fränkel waren einige seiner Schüler.
Von Dresden aus leitete er auch von 1897 bis 1907 die Errichtung des Präsidialbaus des Reichstages.
In den Jahren 1898 und 1899 leitete Paul Wallot den Wettbewerb zur Errichtung von Bismarckdenkmälern im Deutschen Reich, den die Deutsche Studentenschaft ausgerufen hatte.
1911 legte er alle Ämter nieder und ging in Pension. Er zog sich auf seinen Ruhesitz in Biebrich am Rhein zurück. Während eines Kuraufenthaltes verstarb Paul Wallot im Alter von 71 Jahren am 10. August 1912 in Langenschwalbach, der heutigen Kreisstadt des Rheingau-Taunus-Kreises Bad Schwalbach. Seine Beisetzung erfolgte im von Alfred Friedrich Bluntschli entworfenen Familiengrab in Oppenheim.

## Ehrungen
- 1898 erhielt die neu angelegte Wallotstraße in der Berliner Kolonie Grunewald seinen Namen.[10]
- Bei der Anlage des Essener Moltkeviertels ab 1908 wurde eine Straße nach ihm benannt.
- Anlässlich seines 150. Geburtstages gab die Deutsche Bundespost 1991 eine Sonderbriefmarke heraus.
- In Dresden wurde 1926 die frühere Ludwig-Richter-Straße nach Paul Wallot benannt.[11]
- Er war Ehrendoktor der Technischen Hochschule Dresden.[12]

## Werk

### Bauten (Auswahl)

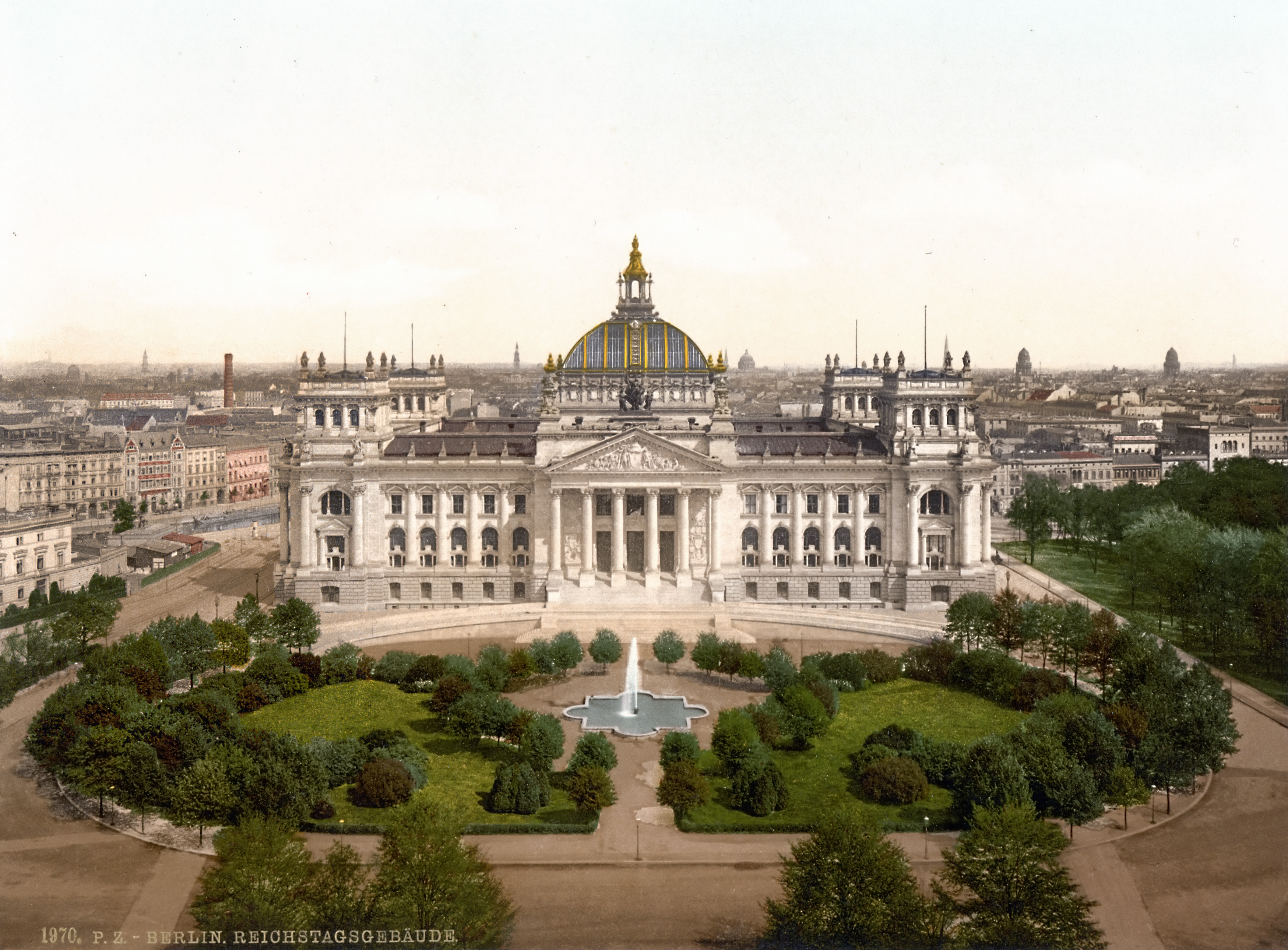
Reichstagsgebäude Ende des 19. Jahrhunderts, Blick von der Siegessäule

- 1875: Wohn- und Geschäftshaus in Frankfurt (Main), Kaiserstraße 25 / Neue Mainzer Straße 26 für den Frankfurter Bankier Carl Müller
- 1878: Wohn- und Geschäftshaus in Frankfurt (Main), Kaiserstraße 10/10a
- 1881: Wohnhaus für E. R. Osterrieth in Frankfurt (Main), Gutleutstraße 89
- 1884–1918: Reichstagsgebäude in Berlin-Tiergarten
- 1894: Totenhalle auf dem Johannisfriedhof in Dresden-Tolkewitz
- 1897–1904: Reichstagspräsidialgebäude (Reichstagspräsidentenpalais) in Berlin-Tiergarten, gegenüber dem Reichstagsgebäude (heute Sitz der Parlamentarischen Gesellschaft)
- 1899: Wohnhaus für Kabinettsrat Gustav Römheld in Darmstadt, auf der Mathildenhöhe, Alexandraweg 14
- vor 1900: Wohn- und Geschäftshaus Neidlinger in Frankfurt (Main), Zeil
- 1901–1906: Sächsischer Landtag, sogenanntes „Ständehaus“, in Dresden, an der Brühlschen Terrasse

### Schriften
- Maximilian Rapsilber: Das Reichstags-Gebäude. Seine Baugeschichte und künstlerische Gestaltung sowie ein Lebensabriss seines Erbauers Paul Wallot. Cosmos, Leipzig 1895. (Digitalisat und Volltext im Deutschen Textarchiv)
 (als Reprint: Komet-Verlag, Köln 2009, ISBN 978-3-89836-930-5.)

## Film
- Dem Deutschen Volke. Paul Wallot, Architekt des Reichstags. Dokumentarfilm, Deutschland, 2016, 29:35 Min., Buch und Regie: Ute Kastenholz, Produktion: SWR, Reihe: Bekannt im Land, Erstsendung: 5. Juni 2016 im SWR Fernsehen, Inhaltsangabe von ARD, online-Video, u. a. mit Michael S. Cullen und der Historikerin Susanne Bräckelmann.